# Miguel Almirón
Miguel Ángel Almirón Rejala (Asunción, 10 de febrero de 1994) es un futbolista paraguayo que juega como mediapunta o extremo y su equipo actual es el Atlanta United F. C. de la Major League Soccer.

## Trayectoria

### Primeros años
Dio sus primeros pasos en el fútbol a los 7 años de edad en la escuela de fútbol del Club 3 de Noviembre y a los 14 años fue a probarse al Club Nacional, donde no lo tuvieron en cuenta. Más tarde, fue a probar suerte en las inferiores del Club Cerro Porteño y fue fichado.

### Cerro Porteño
Tras una rápida ascensión en las categorías inferiores del club azulgrana, Miguel Almirón comenzó a entrenar con el primer equipo a principios de 2013 bajo la dirección del entrenador uruguayo Jorge Fossati, aunque continuaba participando en partidos con el equipo filial. Su debut oficial se produjo el 10 de marzo de 2013 en un encuentro contra el Deportivo Capiatá, correspondiente a la Primera División de Paraguay, que concluyó con una derrota por 1-0. Almirón ingresó al campo en el minuto 74, sustituyendo a Jonathan Fabbro. Un mes después, el 19 de abril, marcó su primer gol con el equipo azulgrana en un partido de liga contra el Club Rubio Ñu. En ese encuentro, que finalizó con una victoria por 2-1 para el club azulgrana, Almirón anotó el segundo gol, asegurando así la victoria para su equipo.
Durante su primera temporada con el primer equipo, Miguel Almirón disputó un total de 6 partidos, anotando 1 gol, todos ellos como suplente. A finales de ese año, logró su primer título en la Primera División con Cerro Porteño.
En su segunda temporada, se consolidó como titular, aunque no completaba los 90 minutos. Su posición habitual era la de mediapunta en una formación 4-5-1. Las lesiones y su juventud limitaron su participación, pero continuó su desarrollo como futbolista. Disputó 13 partidos de liga y debutó en la Copa Sudamericana en el partido de vuelta de la eliminatoria de treintaidosavos contra el Club Atlético Rentistas de Uruguay. Aunque el partido terminó en derrota por 1-0, el equipo avanzó a dieciseisavos gracias a la victoria por 2-0 en el partido de ida.
En su tercera temporada, Almirón se estableció como una de las mayores promesas del fútbol paraguayo y sudamericano. Jugó 20 partidos, de los cuales fue titular en solo 4, y anotó 5 goles. Además, debutó en la Copa Libertadores.
Durante estas tres temporadas, Almirón ganó el Torneo Apertura en 2015 y el Torneo Clausura en 2013, logrando destacadas estadísticas.

### Lanús
El 11 de agosto de 2015 se efectuó la transferencia de Miguel Almirón al Club Atlético Lanús, de la Primera División de Argentina, por un monto de USD 2 millones, adquiriendo el 80% de sus derechos.
El 23 de abril de 2016, Almirón anotó su tercer gol con la camiseta de Lanús en el clásico del sur contra el Club Atlético Banfield, en el que su equipo se impuso por 2 a 0.  Posteriormente, Lanús, tras destacarse en el Torneo de Primera División 2016 y ganar la zona 2,  disputó la final contra San Lorenzo de Almagro, campeón de la zona 1, en el Estadio Monumental. En dicho encuentro, Lanús se coronó campeón del torneo al vencer 4 a 0 a San Lorenzo de Almagro, con un gol de Miguel Almirón incluido.
El 14 de agosto del mismo año, participó en la Copa del Bicentenario de la Independencia contra Racing Club. En el último minuto del partido, Almirón proporcionó un centro atrás que permitió a su compatriota Brian Montenegro marcar el gol de la victoria, asegurando así el triunfo de su equipo y la obtención del título de la copa. Además, Almirón se destacó como la figura del encuentro.
Durante su permanencia en el club, varios equipos europeos mostraron interés en su fichaje, como el caso del Inter de Milán, cuyo vicepresidente, Javier Zanetti, confirmó dicho interés en Almirón.

### Atlanta United
En diciembre de 2016, Miguel Almirón fue traspasado al Atlanta United de la Major League Soccer (MLS) por un monto total de USD 11 millones, de los cuales el Club Atlético Lanús recibió un total neto de 8.5 millones de dólares.

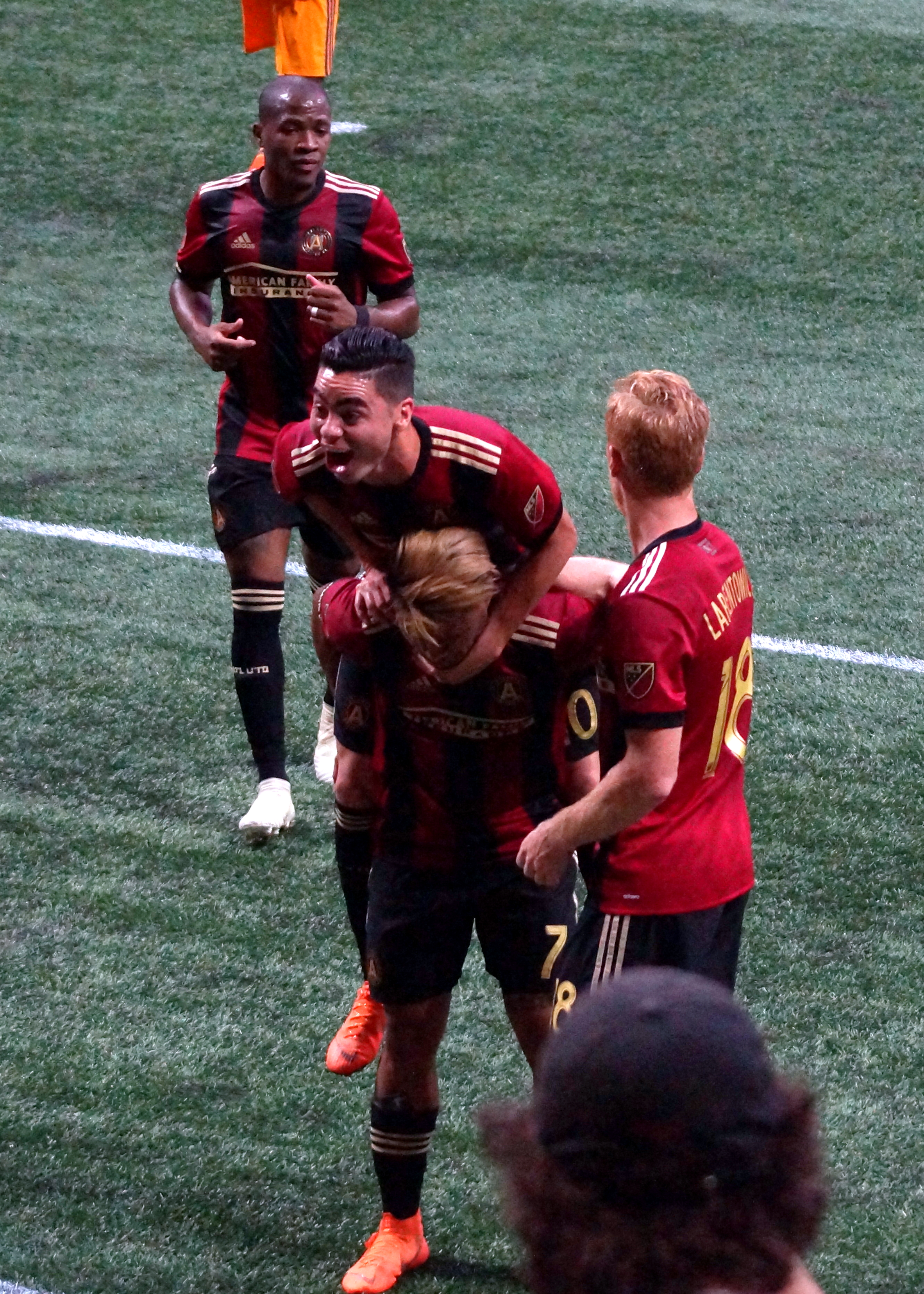
Almirón, junto con sus compañeros del Atlanta United en junio de 2017.

En 2017, durante su primera temporada en el equipo estadounidense, Almirón demostró un rendimiento sobresaliente dentro de su equipo al registrar 9 goles y 13 asistencias en 30 partidos. Este desempeño lo consolidó como una pieza fundamental del equipo dirigido por Gerardo Martino y le valió el reconocimiento como el mejor jugador joven de la Major League Soccer.
A medida que avanzaba la temporada, Almirón ganó el aprecio de la afición del Atlanta United y de los aficionados al fútbol en los Estados Unidos de América en general. Tanto es así que en el año 2017, la camiseta de Almirón se convirtió en la más vendida en la MLS, superando en ventas a figuras de renombre internacional como Bastian Schweinsteiger, Kaká y Andrea Pirlo, entre otros.

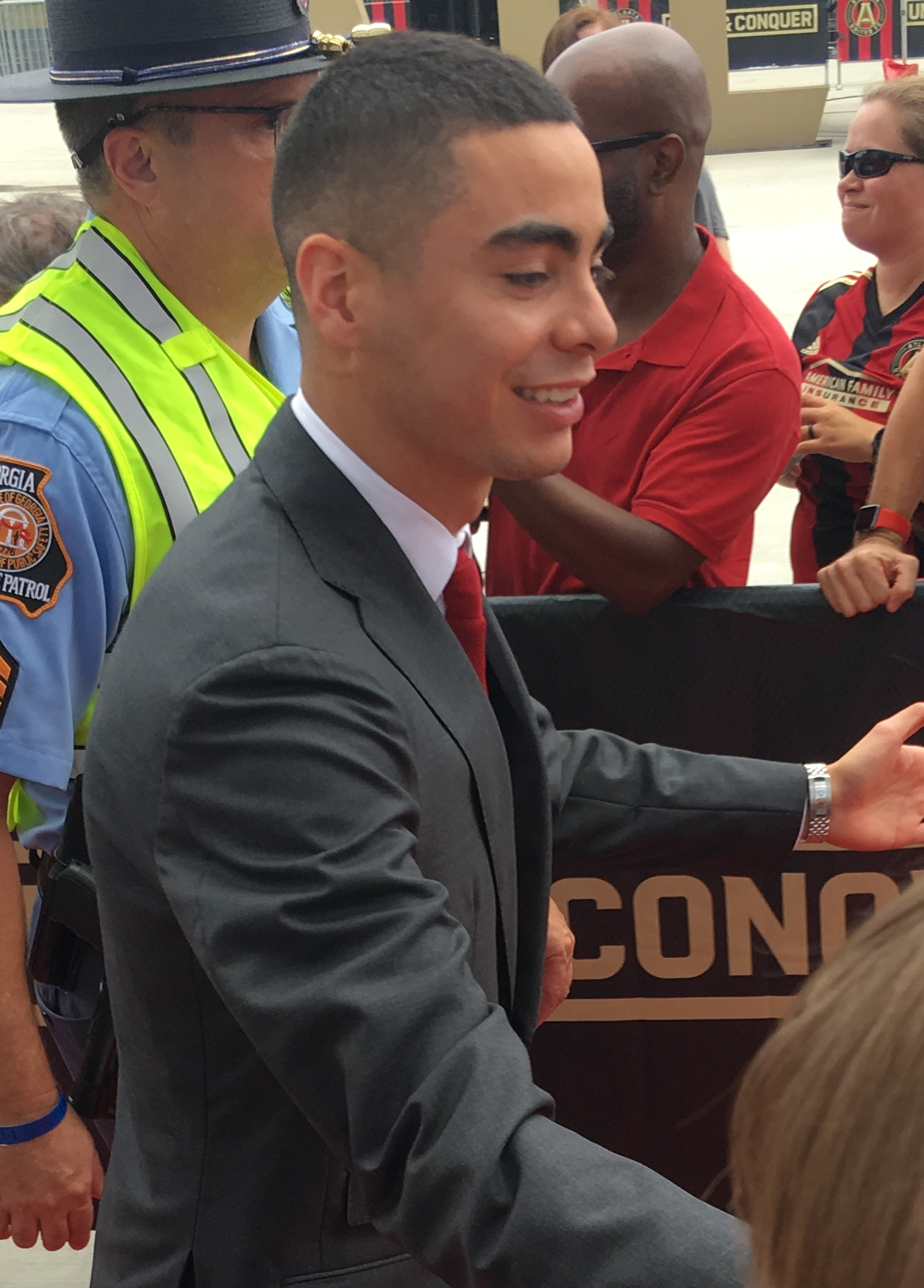
Almirón como jugador del Atlanta United en 2018.

En el año 2018, Almirón tuvo una destacada temporada con el Atlanta United. Durante la fase regular, logró 12 goles y 13 asistencias en 32 partidos, convirtiéndose en una figura clave del equipo que aseguró su clasificación a los play-offs. En esta etapa de eliminación directa, Almirón brilló en particular en el partido de vuelta contra el New York City FC, donde anotó un gol de tiro libre en un encuentro que Atlanta ganó por 3 a 1.
En diciembre, el Atlanta United se coronó campeón de la Conferencia Este al vencer en la final al New York Red Bulls, que contaba con jugadores como Wright-Phillips y su compañero de selección Alejandro Romero Gamarra. El marcador global fue de 3 a 1, con una victoria de 3 a 0 en el Mercedes-Benz Stadium de Atlanta y una derrota por 1 a 0 en Nueva York.
Debido a su sobresaliente desempeño, Miguel Almirón fue nominado para el premio al Jugador Más Valioso de la Major League Soccer y recibió el galardón como el mejor jugador latino de la MLS en el año 2018.
Al ganar la Conferencia Este, el Atlanta United se clasificó para la final de la Major League Soccer, enfrentando al Portland Timbers, que había ganado la Conferencia Oeste. El partido tuvo lugar el 8 de diciembre de 2018 en el Mercedes-Benz Stadium de Atlanta, debido a que Atlanta United había acumulado más puntos en la temporada regular. En esta final, se impuso el Atlanta United al vencer al Portland Timbers por 2 a 0, lo que les permitió consagrarse campeones nacionales. El Portland Timbers contaba en sus filas con dos excompañeros de Almirón en Lanús, Diego Valeri y Sebastián Blanco.

### Newcastle United
El 31 de enero de 2019, el Newcastle United anunció oficialmente la contratación de Miguel Almirón hasta junio de 2024, por un monto de 26 millones de dólares estadounidenses. Este fichaje representó el mayor gasto en la historia del club en ese momento, hasta que fue superado por la adquisición de Alexander Isak en agosto de 2022, por 70 millones de euros. La transferencia de Almirón superó el récord previo del club, que era de 20 millones de dólares, establecido con la contratación de Michael Owen desde el Real Madrid en 2005.
El debut de Miguel Almirón con el Newcastle United tuvo lugar un día después de su vigesimoquinto cumpleaños, el 11 de febrero, en un partido que se llevó a cabo en el estadio St James' Park contra el Wolverhampton. En ese momento, el entrenador, Rafa Benítez, tomó la decisión de incluir a Almirón en el terreno de juego en el minuto 72, reemplazando al centrocampista ofensivo Christian Atsu. El partido concluyó con un marcador de 1-1.
Durante un partido contra el Southampton FC el 20 de abril de 2019, Oriol Romeu lo derribó y sufrió una lesión en el tendón de la corva que lo descartó para el resto de la temporada. Almirón luchó para anotar en sus primeros meses con el Newcastle United, pero ayudó a su equipo a evitar el descenso. Después de registrar un total de 40 tiros sin goles, marcó su primer gol en la Premier League, fue el 21 de diciembre en la victoria por 1-0 contra el Crystal Palace. Terminó la temporada 19-20 con 8 goles, la mejor marca del club en todas las competiciones.

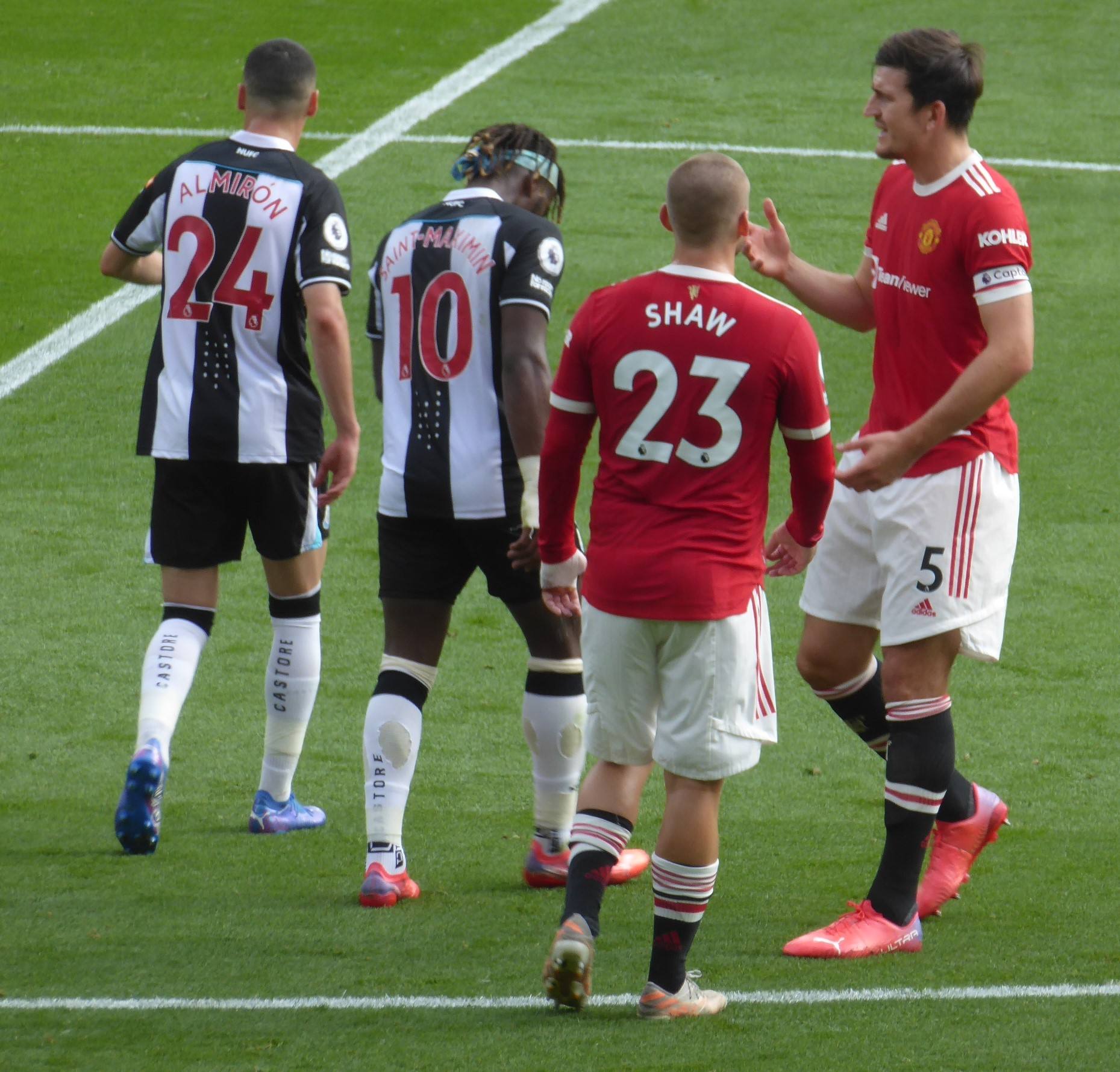
Almirón con el Newcastle United en un partido contra el Manchester United, septiembre de 2021.

El 6 de febrero de 2021, Almirón anotó 2 goles en la victoria en casa por 3-2 sobre el Southampton, partido en el que corrió 11,29 km, la mayor cantidad de su equipo. Posteriormente, había marcado 4 goles en sus últimos 12 partidos de la temporada 21-22.
Según informó Football Insider en marzo de 2021, el equipo inglés estuvo dispuesto a dejar marchar a Miguel Almirón si llegaba una oferta cercana a los € 15 millones. Esto se debió a que el centrocampista paraguayo no lograba convencer por completo al entrenador en ese momento.

#### Temporada 2022-23
En la victoria del Newcastle United por 2-1 durante su visita al Southampton en la jornada 21 de la temporada 22-23 y que tuvo lugar el 10 de marzo de 2022,  Miguel Almirón alcanzó un hito significativo al disputar su partido número 100 en la Premier League. Este logro lo convirtió en el primer futbolista paraguayo en alcanzar esa cifra en esta liga, ampliando aún más su ventaja sobre Roque Santa Cruz, quien acumuló 86 partidos en la Premier League durante su paso por los clubes Blackburn Rovers y Manchester City.
El 21 de agosto de 2022, Almirón rompió una sequía goleadora al marcar el empate contra el Manchester City FC, tras un centro de su compañero del Newcastle United, Allan Saint-Maximin. En octubre, Almirón anotó 6 goles en seis partidos, con 2 goles ante el Fulham, y 1 contra Brentford FC y Everton FC, este último, considerado un gran gol debido a la calidad del disparo de Almirón que fue a clavarse directo al ángulo derecho del arco del portero inglés, Jordan Pickford.
Asimismo, Miggy convirtió 1 gol contra Tottenham Hotspur y Aston Villa, alcanzando la suma de 7 goles en la Premier League para la temporada 22-23, —la mayor cantidad en su tiempo en la Premier League—. Después de ese logro, ganó el premio al Jugador del Mes de la Premier League en octubre de 2022 y al Gol del Mes de la Premier League, por su gol en la primera mitad contra el Fulham, en el que tras la asistencia del brasileño, Bruno Guimarães, Almirón con su pierna hábil y de volea la clavó en el ángulo derecho del portero alemán, Bernd Leno. En noviembre, continuó con su racha goleadora anotando el primer gol contra el Southampton FC en la victoria por 4-1, uno más que en sus 74 apariciones anteriores en la Premier League. Tras esta serie de partidos, Almirón alcanzó la cifra de 17 goles convertidos en la Premier League y se acercó un poco más hacia el récord histórico de los paraguayos con más goles en la historia de la Premier League, que sigue encabezando Roque Santa Cruz con 26 anotaciones. En el encuentro del 12 de noviembre contra el Chelsea FC, Almirón disputó todos los minutos y su racha goleadora llegó a su fin, pero asistió en el minuto 67' a Joe Willock para el único gol del partido.
Según fuentes oficiales —y de acuerdo a su representante Daniel Campos—, en noviembre de 2022, Atlético de Madrid, Manchester United, Arsenal FC y Southampton FC expresaron su interés en fichar a Almirón. Estos dos últimos, en condición de préstamo.
En un amistoso de pretemporada contra el equipo de Al-Hilal de Arabia Saudita, con vistas a la temporada 2023-24, disputado el 8 de diciembre de 2022, Almirón ingresó para el segundo tiempo y marcó dos goles, el primero al minuto 75, y el segundo, cinco minutos más tarde, a los 80.
Almirón desempeñó un papel fundamental siendo titular en la clasificación del Newcastle para la Liga de Campeones de la UEFA, que no lograban desde hace 20 años. El equipo consiguió el punto adicional necesario para alcanzar los 70 puntos en la temporada 2022-23 al empatar 0-0 en el St. James Park contra el Leicester City FC el 22 de mayo de 2023 por la 37.a fecha. Su equipo concluyó la temporada 2022-23 en la cuarta posición de la tabla de clasificación, acumulando un total de 71 puntos. Esto lo situó justo por detrás del Manchester United (75), el Arsenal FC (84) y el Manchester City (89), en ese orden.

#### Temporada 2023-24
Almirón debutó el 19 de septiembre de 2023 en la Liga de Campeones de la UEFA, ingresando en su posición habitual en el partido en el minuto 63, sustituyendo a Anthony Gordon. En este encuentro del Grupo F de la competición, su equipo logró un empate sin goles (0-0) contra el AC Milan en el estadio San Siro.
El 4 de octubre del mismo año, en su segundo partido, anotó su primer gol en la Liga de Campeones de la UEFA, convirtiéndose simultáneamente en el noveno futbolista paraguayo en lograr al menos un gol en dicha competición. En ese encuentro, Almirón fue incluido en el once inicial y dejó su huella en el marcador a los 17 minutos. Luego de una intervención de Gianluigi Donnarumma, Almirón aprovechó el rebote por la banda derecha y, con un disparo con su pierna hábil, anotó un gol que puso el marcador en 1-0 a favor del Newcastle United frente al Paris Saint-Germain. El resultado final del encuentro fue una victoria de 4-1 para su equipo con Miguel Almirón como figura del encuentro. Su gol ha sido consagrado como un hito histórico, ya que significó el retorno de su equipo al marcador de la competición tras un intervalo de 20 años. Alan Shearer fue el último en anotar para su equipo en la Liga de Campeones de la UEFA en 2003, en un enfrentamiento contra el Inter de Milán que finalizó con un empate 2-2.

#### Temporada 2024-25
Tras cinco años en Inglaterra jugando para el Newcastle, donde disputó 223 partidos, anotó 30 goles y brindó 12 asistencias, Almirón perdió protagonismo en el equipo dirigido por Eddie Howe y decidió marcharse.

### Regreso al Atlanta United
A finales de enero de 2025, dejó el Newcastle United y regresó al Atlanta United de la Major League Soccer en un traspaso por €8 millones.

## Selección nacional

### Sub-20
En el 2013 disputó con la selección de fútbol sub-20 de Paraguay el Campeonato Sudamericano Sub-20 con una destacada participación, y con el cual obtuvo el subcampeonato, y debido a esto Paraguay obtuvo la clasificación para disputar la Copa Mundial de Fútbol Sub-20 en el 2013, en esta competición también fue convocado.
| Torneo                   | Sede      | Resultado  | Partidos | Goles |
| ------------------------ | --------- | ---------- | -------- | ----- |
| Sudamericano Sub-20 2013 | Argentina | Subcampeón | 9        | 0     |

### Absoluta
Con la selección absoluta disputó la Copa América Centenario, las Eliminatorias Sudamericanas 2018 y Eliminatorias Sudamericanas 2022 la Copa América 2019, además de varios partidos amistosos.

#### Participaciones en mundiales
| Torneo                   | Sede    | Resultado        | Partidos | Goles |
| ------------------------ | ------- | ---------------- | -------- | ----- |
| Copa Mundial Sub-20 2013 | Turquía | Octavos de final | 2        | 0     |

#### Participaciones en Eliminatorias al Mundial
| Eliminatoria                     | Resultado   | Partidos | Goles |
| -------------------------------- | ----------- | -------- | ----- |
| Eliminatorias Sudamericanas 2018 | 7.º lugar   | 8        | 0     |
| Eliminatorias Sudamericanas 2022 | 8.º lugar   | 12       | 1     |
| Eliminatorias Sudamericanas 2026 | Por definir | 10       | 1     |

#### Participaciones en Copa América
| Copa                    | Sede           | Resultado        | Partidos | Goles |
| ----------------------- | -------------- | ---------------- | -------- | ----- |
| Copa América Centenario | Estados Unidos | Primera fase     | 2        | 0     |
| Copa América 2019       | Brasil         | Cuartos de final | 4        | 0     |
| Copa América 2021       | Brasil         | Cuartos de final | 4        | 1     |
| Copa América 2024       | Estados Unidos | Fase de grupos   | 1        | 0     |

#### Goles en la selección
| Goles con la Selección de Paraguay | Goles con la Selección de Paraguay | Goles con la Selección de Paraguay | Goles con la Selección de Paraguay | Goles con la Selección de Paraguay | Goles con la Selección de Paraguay | Goles con la Selección de Paraguay | Goles con la Selección de Paraguay | Goles con la Selección de Paraguay |
| Resultados                         | Resultados                         | Resultados                         | Resultados                         | Lugar                              | Estadio                            | Fecha                              | Tipo                               | Goles                              |
| ---------------------------------- | ---------------------------------- | ---------------------------------- | ---------------------------------- | ---------------------------------- | ---------------------------------- | ---------------------------------- | ---------------------------------- | ---------------------------------- |
| Paraguay                           | 4                                  | 2                                  | Jordania                           | Amán                               | Estadio Internacional de Amán      | 10 de septiembre de 2019           | Amistoso                           | 1 gol                              |
| Paraguay                           | 1                                  | 0                                  | Bulgaria                           | Sofía                              | Estadio Nacional Vasil Levski      | 14 de noviembre de 2019            | Amistoso                           | 1 gol                              |
| Paraguay                           | 2                                  | 0                                  | Chile                              | Brasilia                           | Estadio Mané Garrincha             | 24 de junio de 2021                | Copa América 2021                  | 1 gol                              |
| Paraguay                           | 3                                  | 1                                  | Ecuador                            | Ciudad del Este                    | Estadio Antonio Aranda             | 24 de marzo de 2022                | Eliminatorias Sudamericanas 2022   | 1 gol                              |
| Paraguay                           | 2                                  | 2                                  | Corea del Sur                      | Suwon                              | Estadio Mundialista de Suwon       | 10 de junio de 2022                | Amistoso                           | 2 goles                            |
| Paraguay                           | 2                                  | 0                                  | Nicaragua                          | Asunción                           | Estadio Defensores del Chaco       | 18 de junio de 2023                | Amistoso                           | 1 gol                              |
| Paraguay                           | 2                                  | 2                                  | Bolivia                            | El Alto                            | Estadio Municipal de El Alto       | 19 de noviembre de 2024            | Eliminatorias Sudamericanas 2026   | 1 gol                              |

Para un total de 8 goles.

## Estilo de juego
Es un jugador zurdo, caracterizado por su aceleración y sus regates. Normalmente se desempeña en la demarcación de mediocentro ofensivo o extremo, tanto por izquierda como derecha, pero también lo ha hecho como interior. Es considerado un jugador versátil y con la capacidad de adaptarse a cualquier rol de atacante, esto lo llevó a ser considerado como uno de los jugadores del fútbol paraguayo con mayor proyección. Almirón posee la explosividad necesaria para deshacerse de sus marcadores al primer contacto para luego atacar el espacio que queda libre. Es descrito por el periódico español As, como un futbolista «desequilibrante y diferencial» y por otro medio como un futbolista «eléctrico, incansable y participativo».

## En la cultura popular
En marzo de 2019, simpatizantes del Newcastle United y medios de comunicación británicos, compararon a Almirón con Santiago Muñez, un futbolista ficticio del Newcastle United que interpreta el actor Kuno Becker y que aparece en la película estadounidense Goal!, lanzada en 2006. La comparación se debió al parecido físico entre Almirón y Muñez, así como a la coincidencia de que ambos futbolistas originarios de América Latina se mudaron a St James' Park.
En el año 2020, un rapero originario de Gotemburgo, Suecia de nombre artístico Mick C, conocido también como Ceason, compuso una canción de tipo hip hop dedicado a Miguel Almirón: «Hey Miggy». La canción ganó popularidad y resonó especialmente entre los fanáticos del Newcastle United. En 2022, la canción se utilizó en un pub, donde el público la coreó con entusiasmo. Ese mismo año, algunos simpatizantes del Newcastle United preguntaron a Almirón a través de Zoom su opinión sobre la canción, a lo que él respondió:

«Me encanta. Alexia [esposa] a menudo pone la canción en la casa luego de una victoria del Newcastle».
Miguel Almirón

En Fantasy Premier League, un juego en línea, en el cual los participantes forman equipos de fútbol virtuales basados en jugadores reales de la Premier League, la cuenta oficial del juego informó a finales de octubre de 2022, a través de Twitter, que aproximadamente unas 701 432 personas compraron a Miguel Almirón para utilizarlo en sus respectivos equipos. Como resultado, la figura de Miguel Almirón se posicionó en el primer puesto de preferencia, superando a Harry Kane (250 203), Kevin De Bruyne (234 928), entre otros.

## Vida privada
Miguel Almirón nació el 10 de febrero de 1994 en Asunción, Paraguay. Experimentó su crianza en el barrio San Pablo en un entorno familiar caracterizado por limitaciones económicas. Su padre, Rubén Almirón, desempeñaba turnos laborales de 18 horas como guardia de seguridad, mientras que su madre, Sonia Rejala, trabajaba en un supermercado. La vivienda compartida por los siete miembros de su familia se limitaba a tres dormitorios, lo que resultó en la necesidad de que compartiera su cama con su madre hasta los 18 años. Durante gran parte de su infancia, convivió con sus abuelos. Almirón es de religión católica, evidenciado a través de dos citas religiosas tatuadas en sus brazos. Estableció vínculos matrimoniales con su novia de adolescencia, Alexia Notto, quien ejerce como bailarina, entrenadora de zumba e influencer. La unión matrimonial se consumó el 29 de agosto de 2016, y en el seno de esta relación, el 6 de junio de 2021, dieron la bienvenida a su primer hijo, Francesco.

## Controvesia
A finales de noviembre de 2022, Almirón fue denunciado a través de las redes sociales por presuntamente ordenar la destrucción de nidos de loros en una propiedad adquirida en Asunción. Sin embargo, el Ministerio de Ambiente y Desarrollo Sostenible (Mades) aclaró que Almirón cumplió con todas las recomendaciones y que no hubo destrucción de nidos ni muerte de aves.

## Estadísticas

### Clubes
Actualizado al último partido disputado el 2 de agosto de 2025.
| Club                                | Div.          | Temporada     | Liga  | Liga  | Liga   | Copas nacionales | Copas nacionales | Copas nacionales | Torneos internacionales | Torneos internacionales | Torneos internacionales | Total | Total | Total  |
| Club                                | Div.          | Temporada     | Part. | Goles | Asist. | Part.            | Goles            | Asist.           | Part.                   | Goles                   | Asist.                  | Part. | Goles | Asist. |
| ----------------------------------- | ------------- | ------------- | ----- | ----- | ------ | ---------------- | ---------------- | ---------------- | ----------------------- | ----------------------- | ----------------------- | ----- | ----- | ------ |
| Cerro Porteño Paraguay              | 1.ª           | 2013          | 6     | 1     | 0      | —                | —                | —                | —                       | —                       | —                       | 6     | 1     | 0      |
| Cerro Porteño Paraguay              | 1.ª           | 2014          | 14    | 0     | 1      | —                | —                | —                | 1                       | 0                       | 0                       | 15    | 0     | 1      |
| Cerro Porteño Paraguay              | 1.ª           | 2015          | 19    | 5     | 2      | —                | —                | —                | 1                       | 0                       | 0                       | 20    | 5     | 2      |
| Cerro Porteño Paraguay              | Total club    | Total club    | 39    | 6     | 3      | 0                | 0                | 0                | 2                       | 0                       | 0                       | 41    | 6     | 3      |
| C. A. Lanús Argentina               | 1.ª           | 2015          | 10    | 0     | 2      | 1                | 0                | 0                | 4                       | 1                       | 0                       | 15    | 1     | 2      |
| C. A. Lanús Argentina               | 1.ª           | 2016          | 13    | 3     | 1      | —                | —                | —                | —                       | —                       | —                       | 17    | 3     | 1      |
| C. A. Lanús Argentina               | 1.ª           | 2016-17       | 12    | 0     | 1      | 4                | 0                | 1                | 2                       | 0                       | 0                       | 18    | 0     | 2      |
| C. A. Lanús Argentina               | Total club    | Total club    | 35    | 3     | 4      | 5                | 0                | 1                | 5                       | 1                       | 0                       | 45    | 4     | 5      |
| Atlanta United F. C. Estados Unidos | 1.ª           | 2017          | 31    | 9     | 8      | 1                | 0                | 0                | —                       | —                       | —                       | 32    | 9     | 8      |
| Atlanta United F. C. Estados Unidos | 1.ª           | 2018          | 37    | 13    | 13     | 1                | 0                | 0                | —                       | —                       | —                       | 38    | 13    | 13     |
| Newcastle United F. C. Inglaterra   | 1.ª           | 2018-19       | 10    | 0     | 0      | —                | —                | —                | —                       | —                       | —                       | 10    | 0     | 0      |
| Newcastle United F. C. Inglaterra   | 1.ª           | 2019-20       | 36    | 4     | 2      | 6                | 4                | 0                | —                       | —                       | —                       | 42    | 8     | 2      |
| Newcastle United F. C. Inglaterra   | 1.ª           | 2020-21       | 34    | 4     | 1      | 5                | 1                | 2                | —                       | —                       | —                       | 39    | 5     | 3      |
| Newcastle United F. C. Inglaterra   | 1.ª           | 2021-22       | 30    | 1     | 0      | 2                | 0                | 0                | —                       | —                       | —                       | 32    | 1     | 0      |
| Newcastle United F. C. Inglaterra   | 1.ª           | 2022-23       | 34    | 11    | 2      | 7                | 0                | 2                | —                       | —                       | —                       | 41    | 11    | 4      |
| Newcastle United F. C. Inglaterra   | 1.ª           | 2023-24       | 33    | 3     | 1      | 6                | 1                | 2                | 6                       | 1                       | 0                       | 45    | 5     | 3      |
| Newcastle United F. C. Inglaterra   | 1.ª           | 2024-25       | 9     | 0     | 0      | 5                | 0                | 0                | ―                       | ―                       | ―                       | 14    | 0     | 0      |
| Newcastle United F. C. Inglaterra   | Total club    | Total club    | 186   | 23    | 6      | 31               | 6                | 6                | 6                       | 1                       | 0                       | 223   | 30    | 12     |
| Atlanta United F. C. Estados Unidos | 1.ª           | 2025          | 22    | 3     | 4      | —                | —                | —                | 2                       | 0                       | 0                       | 24    | 3     | 4      |
| Atlanta United F. C. Estados Unidos | Total club    | Total club    | 90    | 25    | 25     | 2                | 0                | 0                | 2                       | 0                       | 0                       | 94    | 25    | 25     |
| Total carrera                       | Total carrera | Total carrera | 350   | 57    | 38     | 38               | 6                | 7                | 15                      | 2                       | 0                       | 403   | 65    | 45     |
| 1. 2. 3.                            |               |               |       |       |        |                  |                  |                  |                         |                         |                         |       |       |        |

### Selección nacional
Actualizado hasta su último partido disputado el 11 de junio de 2025.
| Selección         | Año             | Amistosos | Amistosos | Amistosos | Eliminatorias | Eliminatorias | Eliminatorias | Continental | Continental | Continental | Mundial | Mundial | Mundial | Total | Total | Total  |
| Selección         | Año             | Part.     | Goles     | Asist.    | Part.         | Goles         | Asist.        | Part.       | Goles       | Asist.      | Part.   | Goles   | Asist.  | Part. | Goles | Asist. |
| ----------------- | --------------- | --------- | --------- | --------- | ------------- | ------------- | ------------- | ----------- | ----------- | ----------- | ------- | ------- | ------- | ----- | ----- | ------ |
| Absoluta Paraguay | 2015            | 1         | 0         | 0         | —             | —             | —             | —           | —           | —           | —       | —       | —       | 1     | 0     | 0      |
| Absoluta Paraguay | 2016            | —         | —         | —         | 4             | 0             | 0             | 2           | 0           | 0           | —       | —       | —       | 6     | 0     | 0      |
| Absoluta Paraguay | 2017            | 1         | 0         | 0         | 4             | 0             | 0             | —           | —           | —           | —       | —       | —       | 5     | 0     | 0      |
| Absoluta Paraguay | 2018            | 2         | 0         | 0         | —             | —             | —             | —           | —           | —           | —       | —       | —       | 2     | 0     | 0      |
| Absoluta Paraguay | 2019            | 8         | 2         | 1         | —             | —             | —             | 4           | 0           | 2           | —       | —       | —       | 12    | 2     | 3      |
| Absoluta Paraguay | 2020            | —         | —         | —         | 3             | 0             | 1             | —           | —           | —           | —       | —       | —       | 3     | 0     | 1      |
| Absoluta Paraguay | 2021            | —         | —         | —         | 7             | 0             | 0             | 4           | 1           | 1           | —       | —       | —       | 11    | 1     | 1      |
| Absoluta Paraguay | 2022            | 5         | 2         | 0         | 3             | 1             | 0             | —           | —           | —           | —       | —       | —       | 8     | 3     | 0      |
| Absoluta Paraguay | 2023            | 1         | 1         | 0         | 4             | 0             | 0             | —           | —           | —           | —       | —       | —       | 5     | 1     | 0      |
| Absoluta Paraguay | 2024            | 2         | 0         | 0         | 6             | 1             | 0             | 3           | 0           | 0           | —       | —       | —       | 11    | 1     | 0      |
| Absoluta Paraguay | 2025            | —         | —         | —         | 4             | 0             | 1             | —           | —           | —           | —       | —       | —       | 4     | 0     | 1      |
| Total selección   | Total selección | 20        | 5         | 1         | 35            | 2             | 2             | 13          | 1           | 3           | 0       | 0       | 0       | 68    | 8     | 6      |
| 1. 2.             |                 |           |           |           |               |               |               |             |             |             |         |         |         |       |       |        |

### Resumen estadístico
| Torneo                  | Part. | Goles | Asist. |
| ----------------------- | ----- | ----- | ------ |
| Liga                    | 350   | 57    | 38     |
| Copas nacionales        | 38    | 6     | 7      |
| Torneos internacionales | 15    | 2     | 0      |
| Selección de Paraguay   | 68    | 8     | 6      |
| Total                   | 471   | 73    | 51     |

## Palmarés

### Títulos nacionales
| Título                | Club                 | País           | Año    |
| --------------------- | -------------------- | -------------- | ------ |
| Primera División      | Cerro Porteño        | Paraguay       | C-2013 |
| Primera División      | Cerro Porteño        | Paraguay       | A-2015 |
| Primera División      | C. A. Lanús          | Argentina      | 2016   |
| Copa del Bicentenario | C. A. Lanús          | Argentina      | 2016   |
| Conferencia Este      | Atlanta United F. C. | Estados Unidos | 2018   |
| MLS Cup               | Atlanta United F. C. | Estados Unidos | 2018   |

#### Otros logros
- Subcampeón de la Copa de la Liga de Inglaterra 2022-23.

## Distinciones individuales
| Distinción                                                                                          | Otorgada por                                | Año              |
| --------------------------------------------------------------------------------------------------- | ------------------------------------------- | ---------------- |
| Jugador Alcatel de la Semana 12 y 13                                                                | MLS                                         | 2017             |
| Gol de la Semana 2, 12 y 16                                                                         | MLS                                         | 2017             |
| Equipo de la Semana 2, 8, 12, 13 ,16, 27 y 28                                                       | MLS                                         | 2017             |
| Citado al Juego de las Estrellas de la Major League Soccer                                          | MLS                                         | 2017             |
| Contratación del año de la Major League Soccer                                                      | MLS                                         | 2017             |
| MLS Best XI                                                                                         | MLS                                         | 2017, 2018       |
| MLS Player of the Month (Jugador del Mes de la Major League Soccer): abril                          | MLS                                         | 2018             |
| Futbolista Paraguayo del Año                                                                        | ABC Color                                   | 2017, 2018, 2022 |
| Premier League Goal of the Month (Gol del Mes de la Premier League): abril y octubre                | Premier League                              | 2022             |
| Premier League Player of the Month (Jugador del Mes de la Premier League): octubre                  | Premier League                              | 2022             |
| Jugador del Mes: octubre                                                                            | Professional Footballers' Association (PFA) | 2022             |
| Player of the Match (Jugador del Partido) «Newcastle United 4-1 PSG / Liga de Campeones de la UEFA» | PlayStation                                 | 2023             |